# Mesigit
Mesigit is een bestuurslaag in het regentschap Bengkulu Utara van de provincie Bengkulu, Indonesië. Mesigit telt 332 inwoners (volkstelling 2010).